# Saxifraga quadrifaria
Saxifraga quadrifaria är en stenbräckeväxtart som beskrevs av Adolf Engler och Irmscher. Saxifraga quadrifaria ingår i Bräckesläktet som ingår i familjen stenbräckeväxter. Inga underarter finns listade i Catalogue of Life.